# Nugget Point

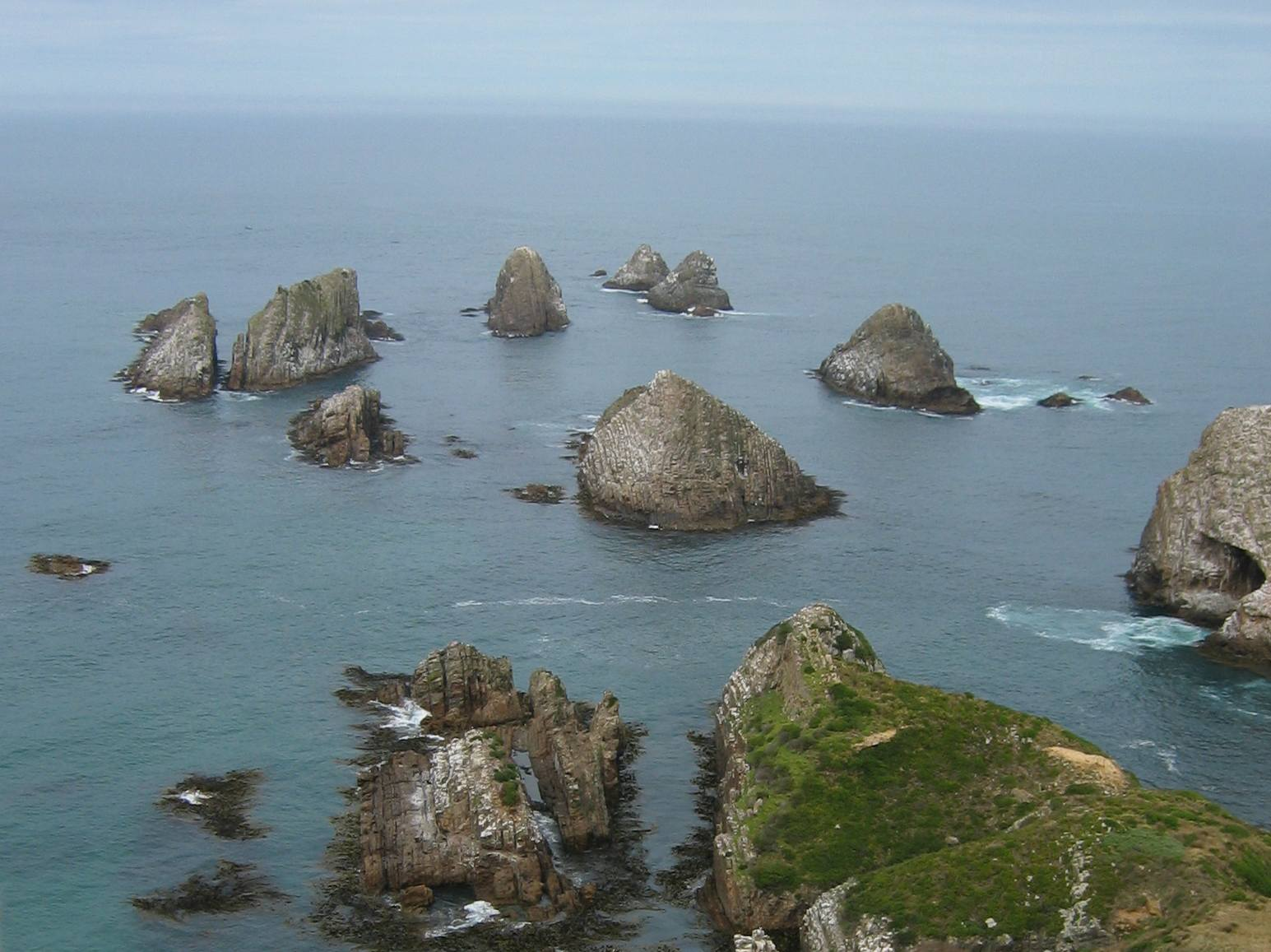
Vista de Nugget Point des del far.

Nugget Point és un dels centres turístics més característics de la costa d'Otago (Nova Zelanda). Es troba al punt més septentrional de The Catlins. Existeix un far que avisa als vaixells de la presència dels petits illots rocosos (d'on prové el nom de l'àrea). El far es troba a 76 msnm. Va ser construït entre 1869-1870, i actualment funciona de forma automàtica.
A l'àrea hi resideixen diverses espècies d'aus marines, entre les quals destaquen els pingüins. També s'hi pot trobar una colònia de foques.